# Orophea acuminata
Orophea acuminata är en kirimojaväxtart som beskrevs av A. Dc. Orophea acuminata ingår i släktet Orophea och familjen kirimojaväxter. Inga underarter finns listade i Catalogue of Life.